# Sext (musik)
Sext är ett musikaliskt intervall på fem diatoniska steg, samt beteckning för den sjätte tonen i en diatonisk skala. Ordet kommer av latinets sextus, ’sjätte’.
Sexten finns liksom tersen i två grundvarianter: stor och liten. Stor sext definierar durtonalitet, medan liten definierar moll. Sexten förekommer ackordiskt framförallt som ters i subdominanten.

## Härledning av intervallet

### Pythagoreisk stämning

#### Stor sext
I den pythagoreiska skalan härleds den stora sexten genom att den ligger en kvint upp från den stora sekunden:
{\displaystyle {\frac {9}{8}}\cdot {\frac {3}{2}}={\frac {27}{16}}}
Centtalet för den pythagoreiska stora sexten blir således
{\displaystyle C=1200\cdot \log _{2}\left({\frac {27}{16}}\right)\approx {906}}

#### Liten sext
Den lilla pythagoreiska sexten har en längre härledningskedja. Den hittas en ren kvart ovanför den lilla tersen:
{\displaystyle {\frac {32}{27}}\cdot {\frac {4}{3}}={\frac {128}{81}}}
Centtalet för den pythagoreiska lilla sexten blir därmed
{\displaystyle C=1200\cdot \log _{2}\left({\frac {128}{81}}\right)\approx {792}}

### Ren stämning

#### Stor sext
I ren stämning utgår vi från den harmoniska deltonserien och hittar då den stora sexten mellan 3:e och 5:e deltonen (3:5) och motsvaras av frekvensförhållandet
{\displaystyle {\frac {5}{3}}\approx {1,666667:1}} (stor sext uppåt)
eller 
{\displaystyle {\frac {3}{5}}={0,6:1}} (stor sext nedåt)
Centtalet för den rena stora sexten blir
{\displaystyle C=1200\cdot \log _{2}\left({\frac {5}{3}}\right)\approx {884}}

#### Liten sext
Den rena lilla sexten hittas i stället mellan 5:e och 8:e deltonen:
{\displaystyle {\frac {8}{5}}={1,6:1}} (liten sext uppåt)
eller
{\displaystyle {\frac {5}{8}}={0,625:1}} (liten sext nedåt)
Centtalet för en liten, ren sext är
{\displaystyle C=1200\cdot \log _{2}\left({\frac {8}{5}}\right)\approx {814}}

### Liksvävande temperatur
I liksvävande temperatur definieras alla intervall utifrån den liksvävande halvtonen, som definieras som 1/12 av en oktav. 

#### Stor sext
En stor sext består av 9 liksvävande halvtoner och kan då definieras som 
{\displaystyle \left({\frac {2}{1}}\right)^{9/12}\approx {1,681792:1}}
Centtalet för en liksvävande stor sext är
{\displaystyle C=1200\cdot \log _{2}\left(\left({\frac {2}{1}}\right)^{9/12}\right)={900}}

#### Liten sext
En liten sext består av 8 liksvävande halvtoner och definieras alltså som
{\displaystyle \left({\frac {2}{1}}\right)^{8/12}\approx {1,587401:1}}
Centtalet för en liksvävande liten sext är
{\displaystyle C=1200\cdot \log _{2}\left(\left({\frac {2}{1}}\right)^{8/12}\right)={800}}